# Maša Janković
Pour les articles homonymes, voir Janković.
Maša Janković (en alphabet cyrillique serbe : Маша Јанковић; en alphabet latin serbe : Maša Janković), née le 1er février 2000 à Vrbas (Yougoslavie, actuelle Serbie), est une joueuse de basket-ball serbe.

## Palmarès

### Sélection nationale
- Médaille d'or au Championnat d'Europe 2021